# Jackalas No 2
Jackalas No 2 is een dorp in het district North-East in Botswana. De plaats telt 1222 inwoners (2011).